# 經營判斷法則
经营判断法则（business judgment rule ; BJR）为美国透过判例所产生的一种公司法上的法则。借由经营判断法则，公司经营者所做出的经营决策将被“推定”系在享有充分资讯的基础上，基于善意及诚实，确信该行为符合公司最佳利益的立场下所做出的决策。就其本质而言，经营判断法则是属于一种“推定”，在原告未能举证相关事证来推翻此项推定以前，法院将对于经营者的经营判断予以尊重，避免于事后审究公司经营者的责任。
关于经营判断法则的产生，最早可以追溯到英国法院于1742年Charitable Corp. v. Sutton案中所做出的判决。至于美国法理上的发展，则是始自1829年美国路易斯安纳州最高法院于Percy v. Millaudon一案的判决见解。该法院认为：“采取一项错误策略导致公司受损，如此项错误系谨慎之人也可能犯下此错误者，不能因此要求董事负责。......无任何人愿意在如此严苛之条件下对他人提供服务，因此判断责任之基础应不在确认（董事）有无智慧，而是有无具备普通知识，并证明其具重大错误，系具普通知识与通常注意之人不可能触犯之错误。”其后于美国法院透过一系列的判决而慢慢的建构出了经营判断法则的雏形。

## 經營判斷法則之要件
1. 為一項經營決策（a business decision）
2. 不具個人利害關係即須獨立自主（disinterested and independence）
3. 合理適當注意（due care）
4. 善意（good faith）
5. 無濫用裁量權（no abuse of discretion）

## 參照
1. ↑  刘连煜，董事责任与经营判断法则，月旦民商法杂志第17期，2007年9月，页186。

## 外部連結
- Companies House in the UK